# Monarcha browni
Monarcha browni é uma espécie de ave da família Monarchidae.
É endémica das Ilhas Salomão.
Os seus habitats naturais são: florestas subtropicais ou tropicais húmidas de baixa altitude.
Está ameaçada por perda de habitat.